# Fallceon murphyae
Fallceon murphyae is een haft uit de familie Baetidae. De wetenschappelijke naam van de soort is voor het eerst geldig gepubliceerd in 1976 door Hubbard.
De soort komt voor in het Neotropisch gebied.